# Naïade (lune)
Pour les articles homonymes, voir Naïade (homonymie).
Naïade est un satellite naturel de Neptune, initialement découvert en 1989 par la sonde Voyager 2.

## Historique

### Découverte
Naïade est le dernier des satellites découverts par Voyager 2 en 1989. Il a été dans un premier temps « perdu » puis « retrouvé » en octobre 2013 par Mark Showalter (au SETI), sur des photographies du télescope Hubble datant de 2004.

### Dénomination
Temporairement désigné S/1989 N 6, ce satellite tire son nom des naïades, nymphes aquatiques de la mythologie grecque.

## Caractéristiques physiques
C'est un corps céleste de forme irrégulière qui ne présente aucune activité géologique.

## Orbite
L'orbite de Naïade, située en deçà de l'orbite synchrone de Neptune, est instable et cet astre spirale lentement vers sa planète en raison des forces de marée exercées par celle-ci. Il devrait probablement se briser au niveau de la limite de Roche, formant un nouvel anneau planétaire, ou s'écraser sur Neptune.
Naïade est en résonance orbitale 73:69 avec Thalassa dans une « danse d'évitement ». Alors qu'elle orbite autour de Neptune, Naïade double Thalassa deux fois par au-dessus puis deux fois par en dessous. Les deux satellites se trouvent à seulement 3 540 km l'un de l'autre quand l'un double l'autre, même si leurs orbites ne sont séparées que de 1 850 km,.